# Prispodoba o razbijenom prozoru
Prispodoba o razbijenom prozoru  je prispodoba koju je naveo francuski ekonomist Frédéric Bastiat u svom eseju iz 1850. "Ce qu'on voit et ce qu'on ne voit pas" (ono što se vidi i ono što se ne vidi) za ilustraciju zašto uništavanje, i novac potrošen za oporavak od uništavanja, nije zapravo neto korist za društvo. Prispodoba, također poznata kao zabluda razbijenog prozora  želi pokazati kako oportunitetni troškovi, kao i zakon neželjenih posljedica, utječu na gospodarsku aktivnost na načine koji su "nevidljivi" ili previđeni.

## Prispodoba
Sada, ovaj oblik sućuti sadrži cijelu teoriju, koja će biti dobro ilustrirati u ovom jednostavnom slučaju, budući da je upravo isti kao i onaj koji, nažalost, regulira veći dio naših ekonomskih institucija.
Pretpostavimo da je cijena popravka štete šest franaka, a vi kažete da   nesreća donosi šest franaka staklarskoj trgovini - da potiče da trgovinu u iznosu od šest franaka - ja razmčim; Nemam riječi za reći protiv toga; samo vaš razum. Staklar dolazi, obavlja svoj zadatak, dobiva svojih šest franaka, trlja ruke, i u svom srcu, blagoslivlja nemarno dijete. Sve to je ono što se vidi.
Ali ako se, s druge strane, dolazimo do zaključka, kao što je to često slučaj, da je dobra stvar razbijati prozore, što uzrokuje kruženje novca, te da će krajnji rezultat biti poticanje industrije u cjelini, morat ću viknuti: "Prestanite! Vaša tvoja teorija je ograničena na ono što se vidi;  ne uzima u obzir ono što se ne vidi"

## Različita tumačenja

### Bastiatovo tumačenje
Teoretičari austrijske škole makroekonomije, a i sam Bastiat, primjenjuju prispodobu o razbijenom prozoru na drugačiji način. Pretpostavimo da je otkriveno da je dječak zapravo bio angažiran od strane staklara, i plaćen franak za svaki razbijen prozor. Odjednom isti čin će se smatrati krađom: staklar je razbijao prozora kako bi prisiljavao ljude na korištenje njegovih usluga. Ipak, činjenice od strane promatrača ostaju istinite: staklar ima koristi od poslovanja na štetu pekara, krojača, i tako dalje.
Bastiat tvrdi da društvo podržava aktivnosti koje su moralno jednake kao da staklar Unajmljuje dječaka   da razbija prozore zbog njega:
Odakle dolazimo ovog neočekivanog zaključka: "Društvo gubi vrijednost zbog stvari koje su uzaludno uništene;" i moramo pristati na maksimu koja će stati na kraj nositeljima protekcionizma - Kako razbiti, pokvariti, potratiti, ne poticati nacionalnu rad; ili, ukratko, "uništavanje nije profit."
Kako bi rekao, Moniteur Industriel
- što će reći, učenici dobrog MF Chamansa, koji je izračunao   precizno koliko će trgovina dobiti spaljivanjem Parizu, od broja kuća koje bi bilo potrebno obnoviti?
Bastiat se ne bavi proizvodnjom – on se bavi viškom vrijednosti. Drugim riječima, Bastiat ne gleda neposredne, nego i dugoročne   učinke razbijanje prozora. Štoviše, Bastiat ne samo da uzima u obzir posljedice razbijanje prozora za jednu grupu,  nego za sve skupine, za društvo u cjelini.
Austrijski teoretičari navode ovu zabludu, govoreći da je raširena u narodu  (poput npr. programa "Cash forClunkers", i sl. Američki ekonomist iz 20. stoljeća Henry Hazlitt posvetio je ovoj zabludi čitavo poglavlje u svojoj knjizi "Ekonomija u jednom predavanju." (Economics in One Lesson)

### Oportunitetni trošak rata
Može se dati argument da je rat dobročinitelj, jer je povijesno često usmjeren na korištenje resursa i pokretanje napretka u tehnologiji i drugim područjima uz istodobno smanjenje nezaposlenosti. Povećana proizvodnja i zaposlenost povezana s ratom često dovodi da neki tvrde da je "rat je dobar za gospodarstvo." Međutim, ovo uvjerenje se često daje kao primjer zablude razbijenog prozora. Novac potrošen na ratne napore, na primjer, je novac koji se ne može biti potrošen na hranu, odjeću, zdravstvenu skrb, potrošačku elektroniku i druga područja. Poticaj koji se osjeti u jednom sektoru gospodarstva dolazi na izravan - ali skriven – trošak drugih sektora.
Sam Bastiat se protivio tvrdnji da je zapošljavanje ljudi u vojsku inherentno korisno za gospodarstvo u drugom poglavlju "ono što se vidi, i ono što se ne vidi pod nazivom "raspuštanje postrojbi".
Prema Hazlittu:
"Nikada nije prednost uništiti postrojenja granatama ili bombama, osim ako su ta postrojenja već postala bezvrijedna i stekla negativnu vrijednost zbog amortizacije i zastarijevanja. ... Postrojenja i opremu ne može zamijeniti pojedinac (ili socijalistička vlade) osim ako on ili ona već stekla ili može steći uštede, akumulaciju kapitala, za zamjenu. Ali rat uništava akumulirani kapital. ... Komplikacije nas ne smiju odvraćati od priznavanja osnovne istine da bezobzirno razaranje bilo kakve stvarne vrijednosti je uvijek neto gubitak, nesreća ili katastrofa... "

## Kritike
Tumačenja pretpostavljaju da "prozor" ima pozitivnu vrijednost i da njegova zamjena nije dobra investicija. U širem opsegu, popatni čimbenici mogu smanjiti ili čak poništiti   troškove uništenja. Na primjer, nove tehnologije razvijene tijekom rata i prisillna modernizacija tijekom poslijeratne rekonstrukcije mogu uzrokovati da stare tehnologije postaju bezvrijedne. Isto tako, ako dva trgovca zadržesvoj "prozor" iza točke u kojoj bi se povećala dobit, trgovac čiji je prozor razbijen prisiljen je napraviti dobru investiciju - povećati svoju komparativnu dobit, odnosno, smanjiti svoj komparativni gubitak. Bez obzira na to, i bezobzirno razaranje realne vrijednosti ne može biti neto gubitak, što je, naravno, još uvijek nesreća, a ne blagoslov. Drugi tvrde da razbijeni prozor ne može dovesti do smanjenja potrošnje od strane žrtve, nego, smanjenje prekomjerne uštede. "Logika ograničenih resursa vrijedi tek kada gospodarstvo koristi većinu tih ograničenih resursa. " Reductio ad absurdum razbijanja 100 prozora, dakle,  primjenjuje se samo kad neiskorišteni resursi ponestaju, a krojač je prisiljen preusmjeriti sredstva iz više proizvodnih sredstava.
Tvrdi se da je prispodoba, premda intuitivna, ne odgovara stvarnim činjenicama. Na primjer, neki ekonomisti tvrde da prirodne katastrofe često mogu dovesti do poboljšanja rasta i kratkoročno i dugoročno. Isto tako,  argument oportunitetnog troška (i prispodoba u cjelini) je jedino istina, kada je gospodarstvo u punoj zaposlenosti i kada svi alternativni troškovi nose i negativne nuspojave. Kada postoji višak kapaciteta i ušteda, prisilni trošak poput razbijenog prozora može povećati ukupnu gospodarsku aktivnost stavljajući neiskorištenu štednju i proizvodne kapacitete u rad.

### Obrana
Bastiat i austrijski teoretičari drže do subjektivne teorije vrijednosti, koja smatra da je   vrijednost proizvoda određena njegovim potrošačem ili vlasnikom. Dakle, ako je prozor imao negativnu vrijednost, to je zato što ga je vlasnik već htio razbiti. Ako je navedeni   prozor bio stari, a novi prozor ima veću vrijednost (po trgovčevoj procjeni), tada je neto povećanje vrijednosti u gospodarstvu razlika između vrijednosti starog i novog prozora. Bastiat kao i austrijski ekonomisti vjeruju da vrijednost i drugi gubitci vrijednosti robe smanjuje neto vrijednost u gospodarstvu za iznos smanjenja vrijednosti robe.  
Sam pojam viška štednje je besmislen bez pretpostavke o vlasti koja može definirati odgovarajuću količinu štednje. Novac koji je spremljen predstavlja potražnju za novcem koji je roba poput prozora ili odijela. Rezultat trošenja ušteđenog novac je smanjenje potražnje za novcem u odnosu na odijelo ili staklo i time pridonosi općoj inflaciji cijena (ili gubitku kupovne moći). Takvo tijelo bi značilo da kontrolirajući cijene (prisiljavajući razmjenu štednje za robu široke potrošnje),  gospodarstvu može biti bolje. Ovaj koncept kada provodi vlada je poznatakao kontrola cijena i rezultira nestašicama, kada su cijene umjetno smanjene ispod tržišne vrijednosti. Manjak štednje rezultira smanjenjem kapitalnih investicija jer je više sredstava preusmjereno iz budućih prema sadašnjima potrebama. Vlasnik trgovine je štedio za rast svog posla    ali izvanjski autoritet je je utvrdio da su njegove uštede  'višak' i da će razbijanjem prozora gospodarstvu biti bolje. Bez slobodne razmjene ne bi bilo cijena, a bez cijena nema   ekonomske računice, a bez odgovarajuće ekonomske računice   nema sredstava kako bi se utvrdilo hoće li određena aaktivnost biti profitabilna. Zato svaka vlast koja sugerira da bi moglo biti "viška štednje 'pretpostavlja mogućnost da se ekonomske računice bez cijena utvrđenih slobodnom razmjenom. Ludwig von Mises je tvrdio da je takvo nešto nemoguće.

## Vanjske poveznice
- http://bastiat.org/fr/cqovecqonvp.html izvorni tekst na francuskom[neaktivna poveznica]